# 高盧人號戰艦
高盧人號戰艦（法語：Gaulois）是法國海軍於1890年代中期所建造的前無畏艦，本艦為查理曼級三號艦，艦名來源自古羅馬時代居住在法國一代的凱爾特人。高盧人號於1896年1月6日在布雷斯特兵工廠放置龍骨，建造僅隔9個多月後就於1896年10月6日首次下水，最後在1899年10月23日完工。艦上的主要武器為4門305公釐口徑1893年型主砲，這些主砲配置於2座雙聯裝砲塔內。其推進系統由3組垂直型三脹式蒸汽機與20台貝爾維爾（Belleville）式水管鍋爐組成，在航速可達18節（33每小時；21英里每小時）左右。
正式服役後，高盧人號大多數時間在法國地中海分艦隊值勤，在第一次世界大戰爆發前，本艦曾與斧槍號驅逐艦及布韋號發生相撞意外，所幸這兩起意外尚未對高盧人號造成重大損傷。第一次世界大戰爆發後的前幾個月裡，高盧人號與其他軍艦一同執行護航任務，協助協約國運輸艦隊從法屬北非到法國本土。1914年11月時，法國海軍指派本艦前往達達尼爾海峽，阻止德國格本號大巡洋艦在西地中海海域突擊協約國運輸航線。在海軍准將埃米爾·保羅·阿馬布勒·蓋普拉特的指揮下，高盧人號加入英法聯軍對鄂圖曼陣地砲擊作戰的序列，然而在3月18日總攻擊時遭到鄂圖曼的岸防砲重創。從戰場撤離後，艦長安德烈-卡西米爾·比亞爾決定將本艦擱淺在博茲賈島北方的兔島，避免艦體因進水過多而沉沒。在兔島臨時維修後，高盧人號得以脫淺並返回土倫進行大修。維修完的高盧人號於1916年1月返回達達尼爾海峽，協助登陸加里波利半島的聯軍部隊撤離該地。1916年12月27日，高盧人號在1艘驅逐艦和2艘武裝拖網漁船護衛下，於希臘南方的愛琴海海域被德國UB-47號潛艇擊沉。

## 設計
高盧人號戰艦全長117.7（386英尺2英寸），舰宽20.26（66英尺6英寸），正常排水量為10,361公噸（10,197長噸），滿載排水量則為11,325公噸（11,146長噸）。滿載時船艏吃水深度約7.4（24英尺3英寸），船艉則在8.4（28英尺）左右。

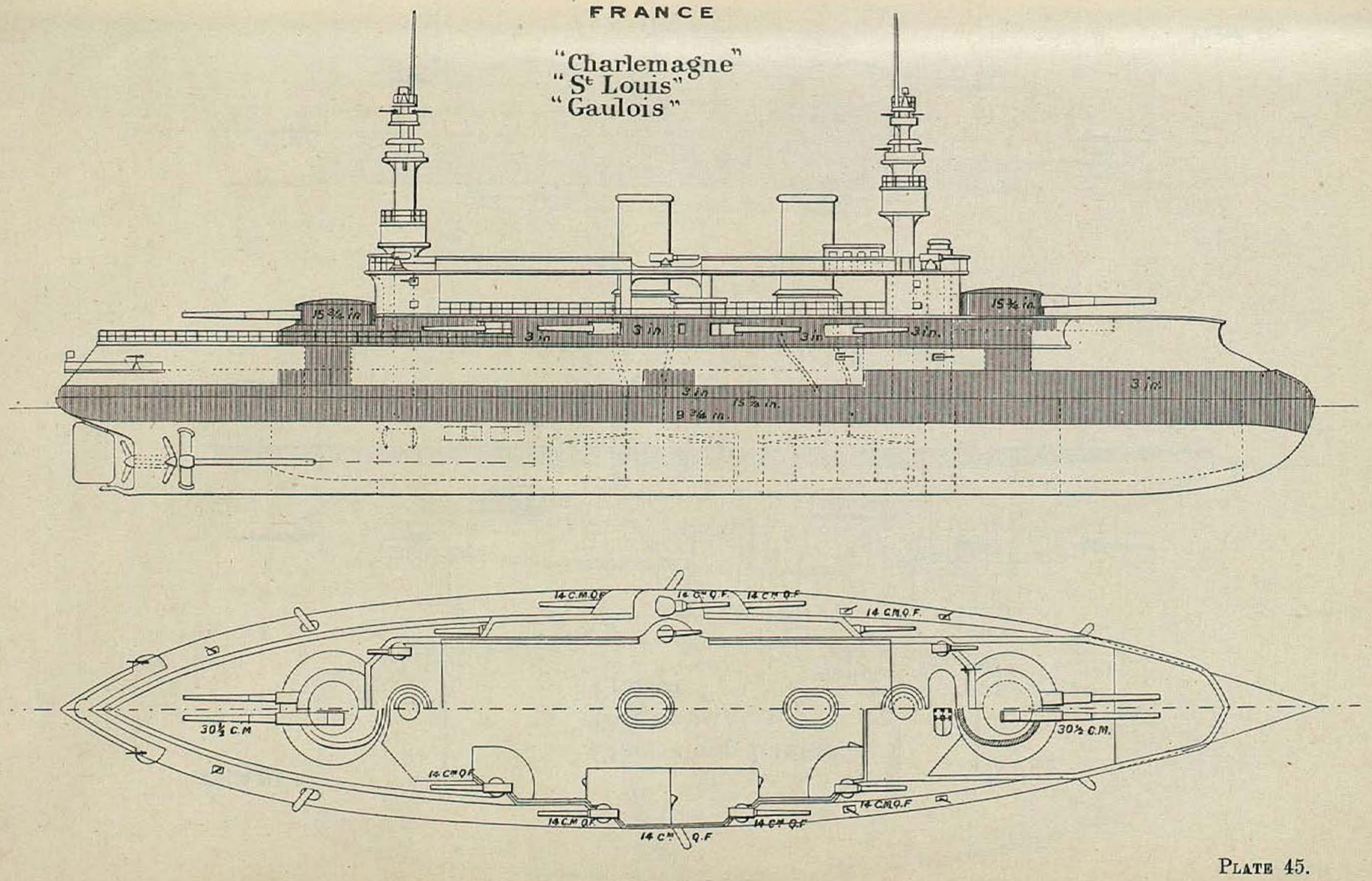
查理曼級描繪圖，出自1896年的布拉希海軍年鑑（Brassey's Naval Annual）。

本艦的推進系統採用3組4缸垂直型三脹式蒸汽機，每組蒸汽機驅動一直徑4.3（14英尺）的螺旋槳。整組推進系統的動力由20台貝爾維爾（Belleville）式水管鍋爐組成，共可輸出14,420匹指示馬力（10,750千瓦特）。在海試期間，本艦最高航速曾達到18.024節（33.380每小時；20.742英里每小時）。當出航值勤時，本艦最多可攜帶1,101公噸（1,084長噸）燃煤，確保在10節（19每小時；12英里每小時）航速下其巡航半徑可達3,776海里（6,993；4,345英里）。
主要武器配置上，高盧人號配有4門305公釐40倍徑1893年型主砲，並分別安裝在2座雙聯裝主砲塔內，這2座主砲塔則分別配置在前甲板與後甲板上。在次要武器上以10門138.6公釐45倍徑1893年型火砲為主，其中8門安置在炮廓內，另外2門以炮盾保護，安裝在靠近船舯的艏樓甲板上；另外還配有8門100公釐45倍徑1893年型火砲，這些火炮皆以炮盾保護，並配置在船艛建築上。為了加強反魚雷艇能力，本艦另加裝20門哈其開斯47公釐40倍徑1885年型火砲，所有火炮分別配置在桅杆上、船艛建築上、炮廓內等處。在艦體左右舷侧處有4組450（18英寸）口徑魚雷管，此魚雷管以兩兩為一組，其中2組在艦體水面下區域，旋轉角度限制在與船軸垂直90度起，向左與向右各10度左右，另外2組則在艦體水面上區域；配有12發1892年型魚雷供使用。在船艏設計上，高盧人號與同時代的戰艦一樣保有著犁形撞角。
高盧人號戰艦的裝甲防護共耗費820.7公噸（807.7長噸）的哈維裝甲，在艦體吃水線區域設有3.26（10英尺8英寸）高的裝甲帶，整個裝甲帶最大厚度為400（16英寸），在裝甲下緣處的厚度也有110（4.3英寸）。裝甲甲板的整體厚度為55（2.2英寸），在與水線裝甲帶連接處的厚度則是再增加35（1.4英寸），並以一角度向下連接到主裝甲帶。主砲塔以320（13英寸）厚的裝甲保護，而砲塔頂部的裝甲厚度僅50（2.0英寸）；主砲炮座部分以270（11英寸）厚的裝甲保護。138.6（5.46英寸）口徑火炮所在的炮廓外壁裝甲厚度為55（2.2英寸），並由150（5.9英寸）厚的橫向水密艙壁保護之。司令塔裝甲厚度分別為側面326（12.8英寸）、頂部50（2.0英寸），通訊管則以200（7.9英寸）厚的裝甲板保護之。

## 服役歷程

### 第一次世界大戰前

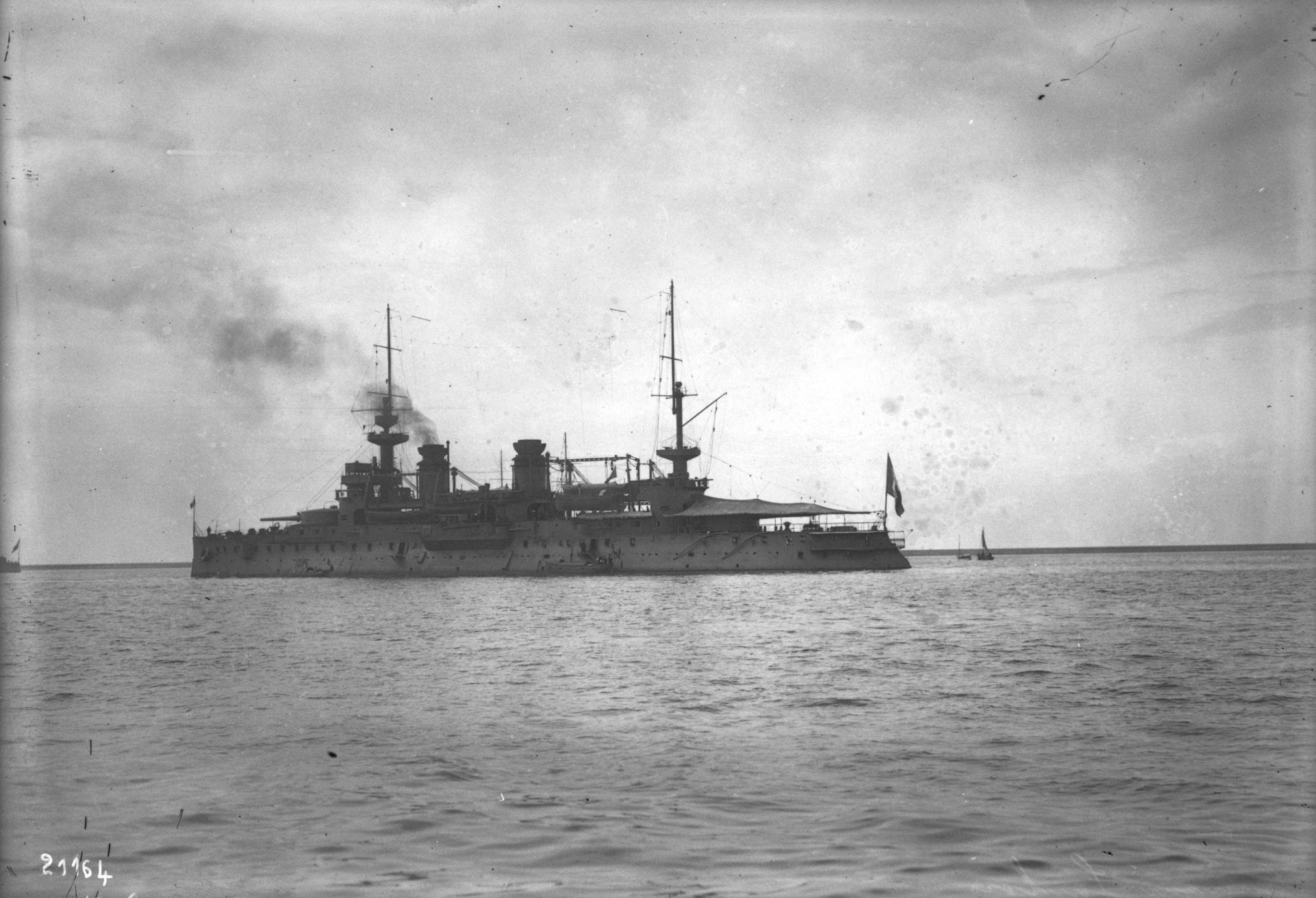
1912年時的高盧人號，在後甲板區域架有大型苫布供遮陽用。

高盧人號戰艦的艦名來源自古羅馬時代居住在法國一代的凱爾特人，法國海軍於1895年1月22日向布雷斯特兵工廠下訂本艦。由於較早建造的同型艦查理曼號尚在船台上建造中，因此暫無空船台可使用，直得暫時推遲推遲其建造時程。直到查理曼號首次下水後，才得以開始建造高盧人號。本艦於1896年1月6日開始放置龍骨，同年10月6日時首次下水。經過一連串的海試後，最後於1899年10月23日正式完工。
法國海軍最初將高盧人號及查理曼號一同分派至地中海分艦隊第1戰艦總隊，隨後高盧人號在1900年1月抵達土倫。不過高盧人號在這一次航行中於比斯開灣遭遇風暴，頂頭浪拍打至舰艏後會產生巨大的浪花，導致前主砲塔及炮廓皆淹沒在海浪中。當高盧人號於1900年2月在伊埃爾港內操練時，不小心與斧槍號驅逐艦相撞，斧槍號的艦身被撞出一4乘1.5（13.1乘4.9英尺）的大洞，被迫返回土倫修理，而高盧人號僅輕微受損。在經歷與北方分艦隊（Escadre du Nord）聯合演習後，本艦於1900年7月18日前往瑟堡參與由法國總統埃米勒·盧貝所主持的海軍閱兵典禮。1901年，高盧人號隨地中海分艦隊參加法國總統埃米勒·盧貝在土倫舉行的國際海軍閱兵，參與者還包括從西班牙、義大利、俄羅斯等國來的軍艦。
1901年10月，海軍准將萊昂斯·克拉爾德帶領第1戰艦總隊前往鄂圖曼帝國列斯伏斯島米蒂利尼，護衛法國軍隊搶灘登陸。法軍於1901年11月7日派遣2個海軍陸戰隊連隊成功地佔領島上主要港口，迫使蘇丹阿卜杜勒-哈米德二世與法國公司簽屬合同，並向法國銀行償還貸款。第1戰艦總隊後來於1901年12月離開列斯伏斯島，並直接返回土倫。1902年5月，海軍少將弗朗索瓦·富尼耶指定高盧人號為旗艦，帶領一支小型代表團前往美國慶祝華盛頓拉法耶特廣場的罗尚博伯爵雕像揭幕儀式；美國總統西奧多·羅斯福甚至在揭幕前的5月23日登船訪視。在返回法國本土前，這支艦隊還前往訪問美國的紐約、波士頓，以及葡萄牙里斯本等港口，隨後於1902年6月14日抵達土倫。
當高盧人號於1903年1月31日在儒昂湾演習時，不幸與布韋號發生相撞意外，索性兩艦皆只有輕微受損。1904年4月，法國總統埃米勒·盧貝前往義大利進行國事訪問，高盧人號是護送盧貝前往義大利的軍艦之一。接下來的時間，高盧人號隨地中海分艦隊訪問塞薩洛尼基與雅典等港口。1905年12月，法國海軍在高盧人號上架設海軍無線電報機台。1906年4月，義大利維蘇威火山突然爆發，對當地造成嚴重災害，高盧人號奉命隨耶拿號與布韋號等艦前往當地進行人道救援。接下來的十年期間，本艦隨地中海分艦隊參加多次演習行動，並在法國及其附屬地多次進行港口訪問。1910年8月，高盧人號短暫地轉編至北方分艦隊，並於1911年9月4日參加由法國總統阿爾芒·法利埃在布倫角主持的海軍閱兵典禮。本艦於1912年10月再度被分派至地中海分艦隊，並於1913年6月10日參加由法國總統雷蒙·普恩加萊主持的海軍閱兵典禮。法國海軍高層於1914年6月計劃在10月份時將高盧人號轉調至地中海分艦隊訓練總隊，但因第一次世界大戰於1914年8月爆發而取消。

### 第一次世界大戰期間
在第一次世界大戰爆發後的最初幾個月，高盧人號戰艦與其他前無畏艦一同護送運輸艦隊，保護協約國陸軍從北非移至法國本土。1914年9月時，艦上前主砲塔發生嚴重故障，被迫前往比塞大進行修理。修理結束之後，高盧人號於1914年11月奉命前往距鄂圖曼加里波利半島不遠的博茲賈島，阻止德艦格本號大巡洋艦從鄂圖曼襲擊協約國運輸航線。當高盧人號於1914年11月15日抵達達達尼爾海峽後，海軍准將埃米爾·保羅·阿馬布勒·蓋普拉特指定本艦為旗艦。1915年1月10日，高盧人號將旗艦一職轉給前來交接的蘇弗朗號，然後暫時返回土倫進行大修。

#### 加里波利海戰

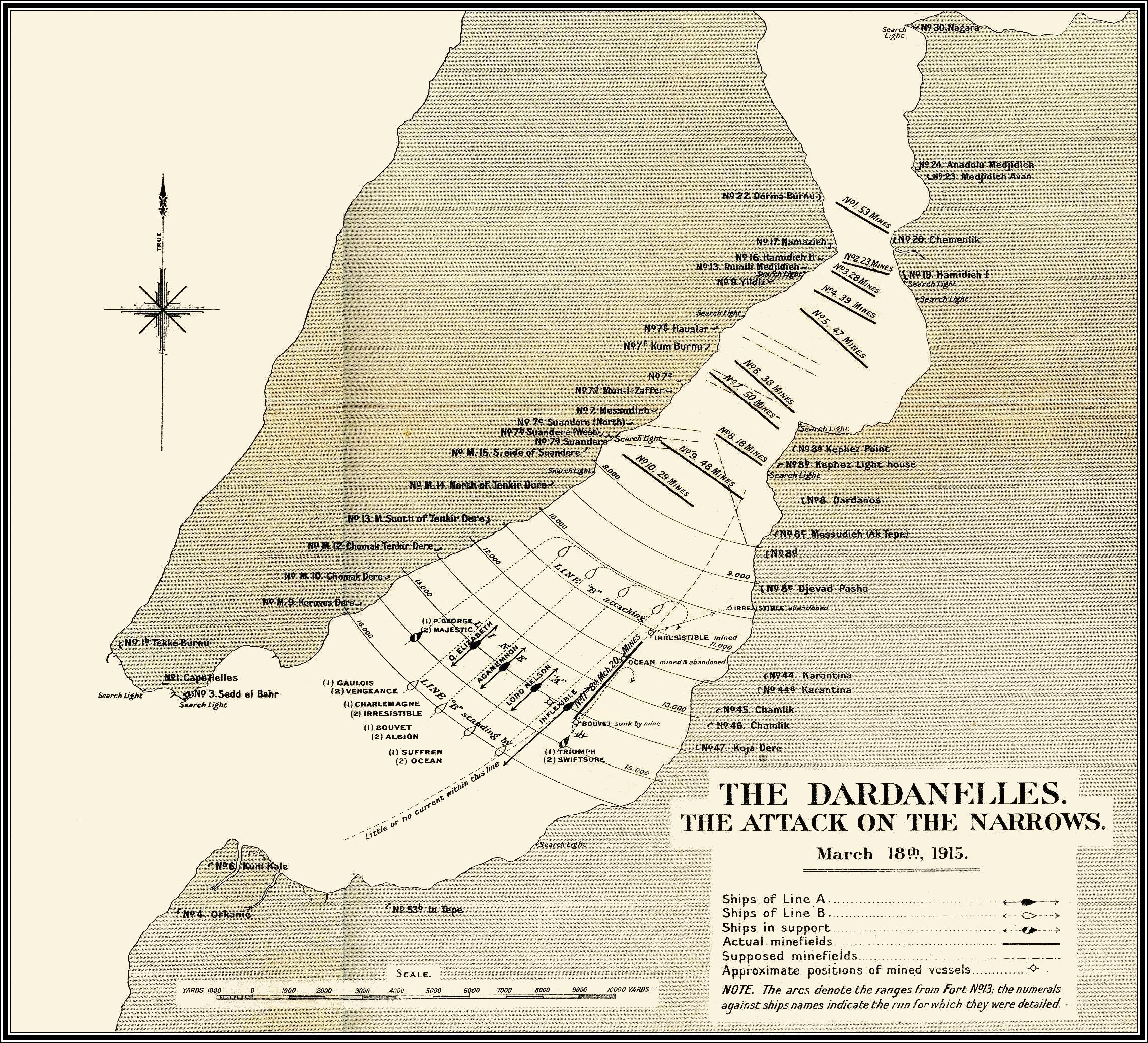
鄂圖曼帝國於1915年2月至3月間，在達達尼爾海峽設置的防線；以及英法聯軍艦隊的進攻佈置圖。

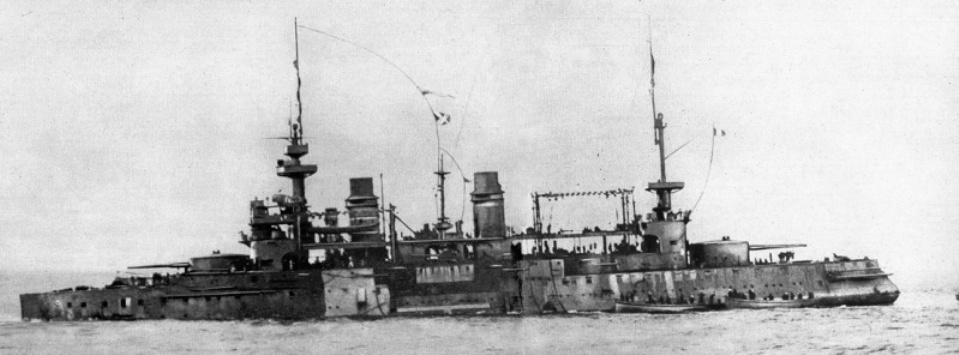
在1915年加里波利海戰中受損的高盧人號戰艦。

英法聯軍預計在1915年2月19日開始派遣海軍艦艇向達達尼爾海峽兩岸的鄂圖曼帝國要塞砲擊，法國海軍指派高盧人號及蘇弗朗號等艦前去作戰，當日高盧人號持續提供反砲兵火力支援，以便讓蘇弗朗號能夠順利地朝海峽口的鄂圖曼堡壘執行砲擊任務。當日下午，高盧人號及蘇弗朗號前往支援被歐哈涅特普要塞（Orhaniye Tepe）砲火壓制而苦戰的英國艦隊。隨後在1915年2月25日的炮擊作戰中，本艦在距亞洲一側海岸大約6,000（6,600碼）的位置駐錨，並對庫姆卡萊要塞（Kum Kale）及位在海麗絲岬上的防禦工事進行砲擊。儘管鄂圖曼的岸防火力非常強大，但法國艦隊仍成功壓制其火力；為了擴大戰果，高盧人號直接航行至距要塞3,000（3,300碼）遠的海面，並直接利用次要武器進行攻擊。在整個25日的行動中，本艦被鄂圖曼砲火擊中兩次，但受損卻很輕微。
法國分艦隊接下來於1915年3月2日轉移至萨罗斯湾，朝駐防在加里波利半島上的防禦工事進行砲擊。英國分艦隊接著在1915年3月7日接續砲擊任務，而法國分艦隊則改為壓制砲火任務。在此次執行任務期間，高盧人號被1枚15（5.9英寸）口徑砲彈擊中，所幸這枚砲彈沒有引爆，並未造成嚴重損害。1915年3月11日，蓋普拉特帶領法國分艦隊重回薩羅斯灣，對鄂圖曼的防禦工事再次砲擊。
協約國接下來計畫於1915年3月18日對達達尼爾海峽沿岸防禦工事進行總攻擊，英艦將率先駛入海峽進行突破，法艦則在後方朝沿岸防禦工事進行砲擊任務，這使得法艦須更靠近防禦工事才得以有效地壓制岸防火力。高盧人號在這場戰役中被鄂圖曼砲火擊中2次，其中一發僅造成後甲板輕微變形，但另一發先是擊中船艏右舷水線以上的部位，接著直接穿過水線以下的裝甲板，造成艦體水線下被鑿開一個7（23英尺0英寸）大洞，使海水直接從此洞口湧進艦體內。由於無法阻止海水湧入艦體，艦長安德烈-卡西米爾·比亞爾決定將高盧人號駛向博茲賈島北方的兔島，準備在該地進行臨時維修。艦上非必要的船員立刻被轉移至其他軍艦，避免在航行途中遇難而造成嚴重傷亡；不過在查理曼號的護衛下，本艦安全地抵達兔島。
高盧人號最後擱淺在兔島海岸上並進行臨時維修，1915年3月22日時才得以脫淺；3天後在蘇弗朗號的陪同下，本艦經馬耳他返回土倫。1915年3月27日，2艦在馬塔潘角附近遭遇風暴，原先暫時修復的破洞在暴風雨中突然破裂，導致艦身又開始進水。當日晚上，本艦即刻透過無線電向外尋求幫助。經過幾小時過後，朱爾斯·費理號巡洋艦和3艘魚雷艇前來支援。風暴過後的第2天早上，本艦抵達納瓦林灣進行修理。最後高盧人號於1915年4月16日安全地抵達土倫，並於次日轉入乾塢準備大修。海軍工程人員趁此機會調整艦上結構來增加航行穩定度，包括減輕桅杆重量，船艛建築與司令塔區域的一部分裝甲被卸除，另外還拆卸2門100公釐口徑1893年型火砲及6門哈其開斯47公釐口徑1885年型火砲。此外，艦身兩側加裝防雷鼓包，其長度約從艦橋至艦艉的船艛建築處，以便能增加艦艉的穩定性，整體維修工程於1915年6月初完成。

#### 1915年6月至沉沒
在維修結束後，高盧人號於1915年6月8日便起程前往達達尼爾海峽。本艦於1915年6月17日抵達利姆諾斯島，並在1915年7月27日與聖路易號交接任務。1915年8月11日，高盧人號在距阿奇巴巴1,000（1,100碼）外海域駐錨，並向此地的鄂圖曼炮台進行砲擊。然而在交戰中，鄂圖曼反擊時產生的砲火碎片引爆艦上1發100（3.9英寸）口徑砲彈，引發1場小火災，所幸最後沒有轉變為大災難。當高盧人號結束任務並返航後，不幸在駐紮的海港入口處擱淺，為了讓本艦能夠脫淺，艦上人員於1915年8月21日時不得不卸下大部分的彈藥，以便能減輕艦上重量。由於英法聯軍在加利波利半島上戰事失利，高盧人號與共和號戰艦自1916年1月起，便一同協助聯軍部隊從加利波利半島撤軍。1916年8月20日，本艦航往布雷斯特評估是否需要改裝。艦長抱怨若要讓高盧人號能夠在戰場上有效地發揮影響力，主砲射程範圍需擴大到4,000（4,400碼）。然而海軍內部有一部分的人認為應該準備將高盧人號退役，先解除武裝並轉為宿舍船，但最後沒有討論出任何結果，而高盧人號於1916年11月25日時奉命暫時返回東地中海。
1916年12月27日，儘管高盧人號有1艘驅逐艦和2艘武裝拖網漁船於一旁護衛著，但仍在希臘南方愛琴海海域被德國UB-47號潛艇襲擊。1枚魚雷約在船艉主桅處引爆，當場造成2名船員罹難，另在撤離時有2名船員不幸溺水。遭到襲擊22分鐘後，高盧人號終於傾覆，並在14分鐘後沉入大海，其沉沒位置在马莱阿斯角以外36°15′N 23°42′E / 36.250°N 23.700°E處。